# Uta Przyboś
Uta Przyboś-Christiaens (ur. 1956) – polska poetka i malarka.

## Życiorys
W latach 1975–1976 studiowała matematykę na Uniwersytecie Warszawskim. W latach 1976–1979 studiowała na Królewskiej Akademii Sztuk Pięknych w Brukseli, gdzie uzyskała dyplom z malarstwa. W latach 1979–1982 studiowała malarstwo, specjalizacja dodatkowa: rzeźba, na Akademii Sztuk Pięknych w Warszawie, uzyskała dyplom w pracowni Stefana Gierowskiego
Autorka pięciu tomów poetyckich. Laureatka Nagrody im. Cypriana Kamila Norwida 2016, nominowana do Nagrody Literackiej „Nike” 2016 oraz finalistka Orfeusza – Nagrody Poetyckiej im. K.I. Gałczyńskiego 2016 za tom Prosta. Nominowana do Orfeusza – Nagrody Poetyckiej im. K.I. Gałczyńskiego 2019 za tom Tykanie. Córka Juliana Przybosia, który poświęcił jej cykl pt. Wiersze dla Uty, który ukazał się w roku 1970 w tomie Wiersze i obrazki i zawierał również rysunki Uty Przyboś.

## Książki
- Nad wyraz (Oficyna Wydawnicza Ston 2, Kielce 2007)
- A tu tak (Oficyna Wydawnicza Ston 2, Kielce 2009)
- Stopień (Oficyna Wydawnicza Ston 2, Kielce 2012)
- Prosta (Wydawnictwo Forma, Szczecin 2015)
- Odłamki. Wiersze wybrane / Otlomki. Izbrani stihotvorenia (Fundacja Otwartych Na Twórczość FONT – Bulgarska knijzitza, Poznań – Sofia 2017), wydawnictwo dwujęzyczne, przekład na bułgarski: Łyczezar Seliaszki
- Tykanie (Wydawnictwo Forma, Szczecin 2018)
- Wielostronna (Wydawnictwo Forma, Szczecin 2020)
- Jakoby (Wydawnictwo Forma, Szczecin 2022)